# 什羅基克羅尼齊
47°34′38″N 30°56′11″E / 47.57722°N 30.93639°E
什羅基克羅尼齊（烏克蘭語：Широкі Криниці），是烏克蘭南部的村莊，隸屬尼古拉耶夫州的沃茲涅先斯克區。該村面積0.63平方公里，海拔高度127米，2001年人口128，人口密度每平方公里203.5人。